# Justin Rakotoniaina
Justin Rakotoniaina (1933 - 2001) was een diplomaat en van 1976 tot 1977 premier van Madagaskar. 
Rakotoniaina, een linkse katholiek, volgde in juli 1976 de bij een vliegtuigongeluk omgekomen Madagaskaanse premier Joel Rakotomalala op. In 1977 trad hij af.
Justin Rakotoniaina was lid van de eenheidspartij AREMA.